# إسبلكنون أسود الساق
سبلكنون أسود الساق (الاسم العلمي:Splachnum melanocaulon) هو نوع من النباتات يتبع جنس السبلكنون من الفصيلة السبلكنونية.